# Недялко Велев
Недялко Георгиев Велев е български електроинженер, концлагерист.

## Ранни години
Роден на 3 февруари 1908 г. в с. Столник, Новоселско, в многодетно бедно селско семейство. Остава сирак на 14-годишна възраст. Завършва гимназия в София, а по-късно Телеграфо-пощенското училище в София, където отслужва успоредно и военната си служба.
Започва работа в Кърджали, преместен е в Златоград, Горна Джумая (сега Благоевград), село Попско (Ивайловградско). Там се запознава с бъдещата си съпруга Свобода Георгиева и се оженват.
Социалният му произход определя левите му убеждения. През 1935 г. е преместен на работа като техник в Радиопредавателна станция София с началник инж. Шарков (зад централна гара София), където се отдава на любимата си професия – радиотехниката.

## Борба за справедливост
По време на Втората световна война през 1941 г. е арестуван и следствен по така наречения „Пощенски процес“ заедно с Дафин Дафинов, Стефан Габровски, Илия Костов, Вълкана Лазарова, Делчо Симов, Александър Стоянов, Васил Духов и др.
На 3 март 1942 г. е освободен поради „недоказаност“, но интерниран в концлагера „Еникьой“ в Кръстополе (днес Ставруполи в Гърция), където здравословното му състояние много се влошава. Освободен е от лагера през юли 1942 г.
Основава фирма „ВЕКО и С-ие (Велев – Коцев)“ – за поправка, изработка и продажба на радиоапарати, прекарване на електро-инсталации по домовете, изработка на радиочасти и др. на ул. „Мария Луиза“ 2. По-късно Тодор Прахов става също съдружник. На 31 март 1944 г. при бомбардировки над София пада бомба върху сградата на магазина му и всичко е разрушено.
Физически много слаб, през пролетта на 1944 г. се евакуира в родното си с. Столник. По онова време Никола Белопитов го среща с Милко Тарабанов, който го моли да поправи нелегална радиостанция, инсталирана в дома на Крум Радев в кв. „Иван Вазов“.

## Развитие на съобщенията в България
През 1944 г. започва работа в Главната дирекция на ПТТ (пощите, телеграфите и телефоните) и след месец е назначен за началник на Централната радиотелеграфна станция. Организира изработването на радиотелеграфни предаватели с местни сили и материали. По негова документация още през 1944 г. се изработва 500-ватов радиотелеграфен предавател, през 1945 г. се изработва друг с мощност 1000 вата. През следващите години разработва мощни предаватели от по 15 и 25 киловата, които работят в продължение на 25 години, задоволявайки нуждите на страната. Под негово ръководство се разработват и първите насочени приемни и предавателни антени.
Още през 1944 г. заедно с инж. Никола Белопитов се качват на Черни връх, за да проучат какви радиотехнически средства са използвали германците по време на войната, но се оказва, че всичко е било унищожено при отстъпването им. Намира описания на съоръженията и започва тяхното възстановяване. По нареждане на правителството ръководи разработването на 25-киловатов радиопредавател за Албания.
През 1947 година се изгражда топло-електрическа централа (ТЕЦ София) на мястото на радиопредавателната станция зад централна гара София. Вместо за 2 години станцията е преместена под неговото ръководство за 9 месеца в Костинброд. Тази станция работи до 2011 г. По негова инициатива през 1949 г. се създава първия в България ведомствен научноизследователски отдел по съобщенията. Велев е първи директор на отдела, който през 1952 г. става Научноизследователски институт по съобщенията (НИИС) с директор инж. Никола Белопитов. От 1952 г. Недялко Велев участва в организирането на разни служби в Министерството на съобщенията. Отказва работа в Министерството на вътрешните работи.
Работи по внедряването на радио-релейните линии в страната, които по онова време са основата на телеграфо-телефонните и радиосъобщенията и телевизията в България. Съществуващите радиопредаватели са недостатъчни за планинския характер на страната. Много райони не приемат програмата на Pадио София. През периода 1952 – 1960 г. работи усилено по изграждане и развитие на мрежите за радио и телевизионно разпръскване. Използва техническите постижения и опит на други страни и сътрудничи с инженери като Георги Несторов, Никола Белопитов, Асен Маринов и др.
През 1957 година е извикан в ДС по донос, и то от негов съратник отпреди 9 септември 1944 г. Обвиняват го в много „прегрешения“, които той упорито отрича.

## Радио-станции и телевизия
Недялко Велев продължава започнатото развитие на радиосъобщенията, обединява софийските радио-обекти в предприятие „Софийски радио-станции и телевизия“, на които е назначен за директор, а по-късно предприятието прераства в национално „Радио-станции и телевизия“.
По негово настояване през 1959 г. за първия телевизионен предавател в България (въпреки съпротивата на някои отговорни политици) е избрана английската фирма PYE, закупен е предавател и монтиран в новопостроената Телевизионна кула София в Парка на свободата (сега Борисова градина). На 7 ноември 1959 г. е осъществено първото телевизионно излъчване с редовни предавания за София и Софийско поле.
Като директор на „Радио-станции и телевизия“ до 1967 г. е работил активно за изграждането на цялостната радиорелейна мрежа, международните радио-релейни линии, широколентовите линии София – Букурещ – Москва, София – Стара Загора – Бургас – Варна, София – Белград и др. Успоредно с това работи за развитие и доизграждане на радио-мрежите на средни вълни, първичната база за телевизията и УКВ мрежите. През 1965 г. е монтиран на връх Ботев 20 квт телевизионен предавател (производство на Siemens) и антенни системи на Rohde & Schwarz, които осигуряват мощен качествен сигнал върху голяма част от страната. От 1975 г. започва излъчване на втората ТВ програма от нов 40 квт предавател на японската фирма NEC.

## Несъгласие с политически решения
Като директор на „Радио-станции и телевизия“ се сблъсква с някои несправедливости. В тевизионната кула работят рамо до рамо техници от неговата служба и тези в „Студийна техника“, които са на щат към Министерството на културата. Работата е почти сравнима като отговорност и натоварване, дежурят в едни и същи екипи, а разликата в заплащането е повече от двойна. Естествено се появяват търкания между двете групи, които цял ден са заедно. Велев обещава на своите подчинени решаване на проблема, поставя въпроса пред члена на ЦК на БКП Живко Живков. Последният обещава да се премахне тази несправедливост, но други партийни инстанции не се съгласяват и заплатите не са коригирани. След многократни нови опити да поправи нещата така и не успява, затова си подава оставката като директор. Тогавашният министър на съобщенията Стоян Тончев иска обяснения, а Велев заявява, че е дал дума на своите служители, която не може да удържи и затова напуска. Следват партийни мъмрения, но той е непреклонен и си тръгва. Дадената дума за него е въпрос на чест, а не на запазване на мястото си с извинителни причини. Така след повече от 37 години работа в съобщенията той се разделя с любимата си професия, но с чест и достойнство.
Веднага е поканен от „Електроимпекс“ в отдела за внос и износ на радио и телевизионни съоръжения, където работи 4 години до излизане в пенсия.
Включва се на доброволни начала в Научно-техническите съюзи, Съюза по електротехника, в редакцията на списание „Радиотехника“ и продължава да работи до преклонна възраст.

## Публикации
- „Наръчник на радио-любителя“. Н. Велев, Т. Славов, Д. Рачев. Държавно издателство „Медицина и физкултура“, София, 1961 г.

## Награди
- Орден „Народна република България“, III, II ст. 16.05.1983 г.
- Звание „Заслужил деятел на съобщенията“, указ № 748 на Държавния Съвет на НРБ от 16.05.1979 г.
- Орден „Народна свобода“